# Ernest Edward Owen
Ernest Edward Owen (ur. 23 marca 1896 w Hum, zm. ?) – brytyjski porucznik Royal Flying Corps, as myśliwski No. 1 Squadron RAF. 
W momencie wybuchu wojny służył w Royal Naval Volunteer Reserve - RNVR. Służył pod Gallipoli oraz w Egipcie. 17 lutego 1916 roku został przeniesiony do regularnej armii. Został przydzielony do pułku piechoty Royal Fusiliers. Wiosną 1917 roku został przeniesiony do RFC. Patent pilota uzyskał 28 maja 1917 roku. W październiku został przydzielony do stacjonującego  we Francji w No. 1 Squadron RAF.
Pierwsze zwycięstwo powietrzne odniósł 3 maja 1918 roku. Było to zwycięstwo nad samolotem Pfalz D.III w okolicach Steenwerck, odniesiony wspólnie z Kennethem Millsem. Piąte i ostatnie zwycięstwo dające mu tytuł asa odniósł 8 sierpnia 1918 roku nad samolotem Albatros D.V, było to jedyne zwycięstwo przypisane tylko Owenowi.  W połowie sierpnia powrócił do Wielkiej Brytanii i służył w Home Establishment - jednostek przygotowujących personel dywizjonów lotniczych przed ich wysłaniem na terytorium Francji.